# Тараніс
Тараніс — в кельтській міфології бог грому, блискавок і небесного вогню.
Ім'я Тараніс переводится як «Громовержець» і в ряді присвят він ототожнювався з Юпітером. 
Один із прадавніх богів кельтів. Згадується у римського поета першого століття нашої ери Лукана і в так званих Берну схоліях до нього X століття, де Тараніс ототожнювався з римським Дісом.
Особливі кельтські атрибути цього бога - колесо, яке може бути блискавкою, а також спіраль, що представляє небесний вогонь. У вигляді «Бога з колесом», його зображення були широко поширені в римській Галлії. Тим не менш, не випадково, що галльський Юпітер згаданий Цезарем лише на четвертому місці. Друїди визнавали його могутність, але він не займав провідного місця в їх пантеоні (що показують і сцени на казані з Гундеструпа. Втім, даний пам'ятник несе і риси мистецтва фракійців, а останні також не мали звичаю надмірного поклоніння богу грому).